# Nostalgie Expresse Spoorweg Maatschappij
De Nostalgie Expresse Spoorweg Maatschappij (NESM) was een Nederlands spoorbedrijf dat besloten vervoer aanbood met stoomtreinen.
De NESM, oorspronkelijk alleen Nostalgie Expresse, werd opgericht door ex-taxiondernemer Martin Bravenboer. Hoewel het bedrijf oogde als een grote degelijke organisatie, bleek het in feite een eenmanszaak te zijn.
Enige tijd later kwam aan het licht dat Martin Bravenboer nooit betaald had voor onder andere de stoomlocomotieven, callcenter en catering.
De schuldeisers vroegen het faillissement aan en op 30 maart 2004 verklaarde de rechtbank van Amsterdam Hanover Europe CV, het moederbedrijf van de NESM, failliet.
Bravenboer was van mening dat hij van alle kanten was tegengewerkt. Op de website van de NESM (www.nesm.nl) ventileerde hij korte tijd zijn frustraties. In mei 2004 ging de website uit de lucht.